# Michael Graversen
Michael Graversen (født 1980 i Tønder) er en Robert- og Bodil-nomineret dansk dokumentarfilminstruktør. Han er uddannet fra National Film and Television School (en) i England og instruerer dokumentarfilm ofte af eksistentiel eller samfundsrelevant karakter. Hans film har vundet flere priser og blevet udtaget til nogle af de største dokumentarfestivaler som IDFA og CPH:DOX.

## Biografi
I 2019 skrev Michael Graversen bogen De uledsagedes bog, der består af ti personlige beretninger fra børn og unge, som er flygtet til Danmark alene fra lande som Syrien, Afghanistan og Eritrea, udgivet på forlaget Jensen & Dalgaard. Graversen blev tildelt Benny Andersen Prisen for arbejdet med bogen, hvor alle indtægter gik til at genforene flygtningebørn med deres familier. Politiken bragte en af beretningerne i bogen på forsiden af deres debatsektion ligesom P1 Morgen, P1 Orientering samt Radio24Syv bragte indslag om og interview med de medvirkende fra bogen. POV International skrev i en anmeldelse, at bogen er "et historisk dokument, et vigtigt tidsbillede, der fortæller, hvordan Europa i 2010’erne præges af krigen i Syrien". På baggrund af udgivelsen udtalte partiet De Radikale, at de ville arbejde for at ændre loven, så de uledsagede som modtager asyl og familiesammenføring ikke selv skal betale for at få deres familier til Danmark.
Michael Graversens dokumentariske hovedværk er filmen Drømmen om Danmark (2015), hvor han igennem knap fire år fulgte den afghanske dreng Wasiullah, som er én af de uledsagede flygtningebørn, der hvert år forsvinder fra Danmarks asylcentre. Michael Graversen opnåede unik adgang og fulgte Wasiullah fra tiden på asylcentret, under jorden i København og videre gennem hans illegale rejse ned gennem Europa og til Italien, hvor han endte med at miste hukommelsen efter at have boet som hjemløs og ventet på asyl i 14 måneder. 
"Drømmen om Danmark" blev nomineret til en F:ACT Award ved CPH:DOX og vist i primetime på DR1. Efterfølgende har filmen været vist på flere internationale festivaler, er blevet solgt til udenlandsk tv og har vundet priser - senest Amnesty International Award i Italien. Ved TV Prisen 2017 blev Drømmen om Danmark nomineret til årets bedste dokumentar.
Filmmagasinet Ekko skrev i sin anmeldelse af filmen: "Hvad der er på spil i portrættet, er de menneskelige konsekvenser af en ungdomsopvækst som randeksistens uden andet at klynge sig til end håbet om engang at blive lukket ind. Wasis Sisyfos-tilværelse er et gribende indspark i flygtningedebatten, og Drømmen om Danmark er noget så sjældent som en vigtig film." Huffington Post fremhævede filmen i forbindelse med den internationale premiere på Thessaloniki Documentary Festival: "My favorite was Michael Graversen’s Dreaming of Denmark, which directly puts you in the shoes of an Afghan teenager who, unable to get residency in Denmark and afraid to be deported, leaves Denmark with nothing on his back to find a new life in Italy".
Michael Graversen var den første til at lave film om de uledsagede flygtningebørn og hans film er derfor blevet beskrevet som "pionérarbejde", og i 2016 modtog han Salaam Filmpris 2016 for sit arbejde. Drømmen om Danmark havde premiere, da flygtningekrisen i Danmark var på sit højeste, og instruktøren har hyppigt optrådt som ekspert og debattør i dagblade, radio og tv - i DR2 Debatten, P1 Debat, Radio24Syv, TV2 News og udenlandske medier som ABC NEWS. - ofte som fortaler for de uledsagedes rettigheder.
Efter flere besøg i flygtningelejren Moria på den græske ø Lesbos arbejdede Graversen aktivistisk for at få Danmark til at modtage et antal af de mest udsatte børn fra lejren. I Politiken opfordrede han regeringen till at tage imod nogle af de 1.300 uledsagede flygtningebørn i lejren under overskriften "7.000 børn fanget i Europas baggård: Danmark burde have plads til nogle af de børn, der lige nu vokser op under horrible forhold", i Debatten på DR2 gentog Graversen opfordringen overfor Pia Kjærsgaard fra Dansk Folkeparti og i P1 Orienterings temaudsendelse om forholdene i Morialejren tog EU parlamentariker Nikolaj Willumsen positivt imod forslaget og rejste spørgsmålet i EU Parlamentet.
Michael Graversen lavede i 2013 Ingenmandsland, som er forløberen til Drømmen om Danmark. Filmen er et portræt af et asylcenter i Jægerspris for uledsagede flygtningebørn og blev vist på DR2 og udvalgt til IDFA og flere end 25 internationale festivaler. Filmen vandt flere priser ligesom den modtog 5 stjerner i Politiken, og philm.dk skrev: "Filmen har sin egen rolige og troværdige dybde, der formes af de rigtige valg i den kompakte form og narrativitet....Virkningen ligger i den generelle indfangelse af den psykisk spændte atmosfære – som netop er på et mere sfærisk plan end bare ren og skær rå dokumentarisme....et forbilledligt ærligt og elegant ydmygt udtryk på menneskelig afmagt og håbløshed i et skær af lysegrønt håb."
I 2012 instruerede Michael Graversen Den sidste nattevagt om tre jyske vågekoner og blev efterfølgende indstillet til Liv&Død Prisen for filmen. Han har også beskæftiget sig med eksperimentelle og poetiske film som An Anxious Mind, der handler om Michael Graversens egne erfaringer med at have været ramt af børnekræft. Et emne han også har behandlet i debatindlæg og i Radio24Syv programmet Mikrofonholder. An Anxious Mind blev bl.a. udtaget til Australien International Experimental Film Festival. 
Michael Graversens første film var den debatskabende Jorden er giftig, der handler om den store forureningsskandale i hans barndomsby Grindsted. Jorden er giftig blev sendt på DR2 og vist på CPH:DOX og skabte en del debat. Efterfølgende blev der afholdt et borgermøde i Grindsted, iværksat sikkerhedsforanstaltninger ved Grindstedværket og stillet et beslutningsforlag i Folketinget.
Michael Graversen er gift med Cecilie Dahl Madsen og har to sønner, Sophus og Cornelius.

## Værker
- Mr. Graversen (2022)
- Ghosts of Moria (2022)
- Sending Aya Back (2022)
- Moria in Memoriam (2021)
- De uledsagedes bog (2019)
- Drømmen om Danmark (2015)
- Ingenmandsland (No Man's Land) (2013)
- Den sidste nattevagt (2012)
- An Anxious Mind (2012)
- Pagten (2011)
- Jorden er giftig (2006)

 Dette afsnit eller denne liste er kun påbegyndt. Hvis du ved mere om emnet, kan du hjælpe Wikipedia ved at tilføje mere.

## Festivaler og priser
- Nomineret, Årets Dokumentarfilm, Bodil 2023
- Nomineret, Årets Dokumentarfilm, Robert 2023
- Special Mention Politiken:Dox:Award, CPH:DOX 2022
- Benny Andersen Prisen 2020
- Amnesty International Award, Giffoni International Film Festival
- Gex:Dox 2. pris Bedste Dokumentar, Giffoni International Film Festival
- Freestyle Award Best 14+ Film at Mo&Friese International Children’s Film Festival
- Diploma at Tehran International Short Film Festival
- Human Hope Prize, Human District Film Festival, Serbia
- F:ACT Award nomination, CPH:DOX
- Best Documentary nomination Grand OFF, Warszawa
- Årets dokumentar nominering, TV Prisen 2017
- Japan Prize, International Educational Program Contest
- Salaam Filmpris 2016
- IDFA - International Documentary Festival Amsterdam
- CPH:DOX
- Thessaloniki Documentary Festival
- Lübeck, Nordische Filmtage
- Helsinki International Film Festival
- Human Rights Watch Film Festival, Amsterdam
- One World, Rumænien
- Document Human Rights Film Festival, Glasgow
- Human Rights & Arts Film Festival, Melbourne
- Watch Docs International Human Rights Film Festival
- Belo Horizonte International Short Film Festival
- Afghanistan International Human Rights Film Festival
- Dokkino Film Event for Children and Youth
- Bornshorts International Film Festival
- BUFF International Children's Film Festival, Malmø
- Freedom Film Festival, Malaysia
- Buster International Children's Film Festival
- SPOT Film Festival, Århus
- Human District Film Festival, Beograd
- NAFA Ethnographic Film Festival, Iceland
- Odense International Short Film Festival
- Salaam Film & Dialog / Salaam Filmfestival
- Uppsala International Short Film Festival
- Australian International Experimental Film Festival
- Oporto International Short Film Festival, Porto
- World Film Festival, Estonia
- Olympia International Film Festival
- International Bosphorus Film Festival